# Olympische Winterspiele 1968/Rennrodeln – Doppelsitzer
Der Rennrodel-Doppelsitzer bei den Olympischen Winterspielen 1968 wurde am 18. Februar 1968 auf der Piste de luge ausgetragen. Am Start waren 30 Teilnehmer aus neun Ländern, von denen alle in die Wertung kamen. Olympiasieger wurden Klaus-Michael Bonsack und Thomas Köhler aus der DDR mit einer Gesamtzeit von 1:35,85 Minuten. Die Silbermedaille holten die Österreicher Manfred Schmid und Ewald Walch vor Wolfgang Winkler und Fritz Nachmann aus der Bundesrepublik Deutschland, die die Bronzemedaille gewannen.

## Titelträger
| Olympiasieger | Josef Feistmantl Manfred Stengl ( Österreich)                          |
| Weltmeister   | Klaus-Michael Bonsack Thomas Köhler ( Deutsche Demokratische Republik) |

## Ergebnis
| Rang | Athleten                                 | Nation             | Lauf 1 | Lauf 1 | Lauf 2 | Lauf 2 | Gesamt     | Gesamt     |
| Rang | Athleten                                 | Nation             | Zeit   | Rang   | Zeit   | Rang   | Zeit (min) | Zeit (min) |
| ---- | ---------------------------------------- | ------------------ | ------ | ------ | ------ | ------ | ---------- | ---------- |
| 001  | Klaus-Michael Bonsack Thomas Köhler      | DDR                | 47,88  | 1      | 47,97  | 1      | 1:35,85    |            |
| 002  | Manfred Schmid Ewald Walch               | Österreich         | 48,16  | 2      | 48,18  | 2      | 1:36,34    |            |
| 003  | Wolfgang Winkler Fritz Nachmann          | BR Deutschland     | 48,58  | 3      | 48,71  | 3      | 1:37,29    |            |
| 004  | Hans Plenk Bernhard Aschauer             | BR Deutschland     | 48,70  | 4      | 48,91  | 5      | 1:37,61    |            |
| 005  | Horst Hörnlein Reinhard Bredow           | DDR                | 48,80  | 5      | 49,01  | 6      | 1:37,81    |            |
| 006  | Zbigniew Gawior Ryszard Gawior           | Polen              | 49,01  | 7      | 48,84  | 4      | 1:37,85    |            |
| 007  | Josef Feistmantl Wilhelm Biechl          | Österreich         | 48,81  | 6      | 49,3   | 10     | 1:38,11    |            |
| 008  | Giovanni Graber Enrico Graber            | Italien            | 49,01  | 7      | 49,14  | 8      | 1:38,15    |            |
| 009  | Lucjan Kudzia Stanisław Paczka           | Polen              | 49,09  | 9      | 49,08  | 7      | 1:38,17    |            |
| 010  | Ernesto Mair Sigisfredo Mair             | Italien            | 49,10  | 10     | 49,57  | 11     | 1:38,67    |            |
| 011  | Georges Tresallet Ion Pervilhac Fournier | Frankreich         | 49,97  | 11     | 49,29  | 9      | 1:39,26    |            |
| 012  | Horst Urban Roland Urban                 | Tschechoslowakei   | 50,46  | 12     | 50,02  | 12     | 1:40,48    |            |
| 013  | Ivar Bjare Jan Nilsson                   | Schweden           | 51,04  | 13     | 50,52  | 13     | 1:41,56    |            |
| 014  | Jan Hamřík František Halíř               | Tschechoslowakei   | 51,85  | 14     | 50,85  | 14     | 1:42,10    |            |
| DNF  | Mike Hessel Jim Moriarty                 | Vereinigte Staaten | –      | DNF    | –      |        | –          |            |